# Большедворська
Бо́льшедво́рська (рос. Большедворская) — присілок у складі Верховазького району Вологодської області, Росія. Входить до складу Нижньо-Вазького сільського поселення.

## Населення
Населення — 28 осіб (2010; 24 у 2002).
Національний склад (станом на 2002 рік):
- росіяни — 75 %